# Roderich Menzel

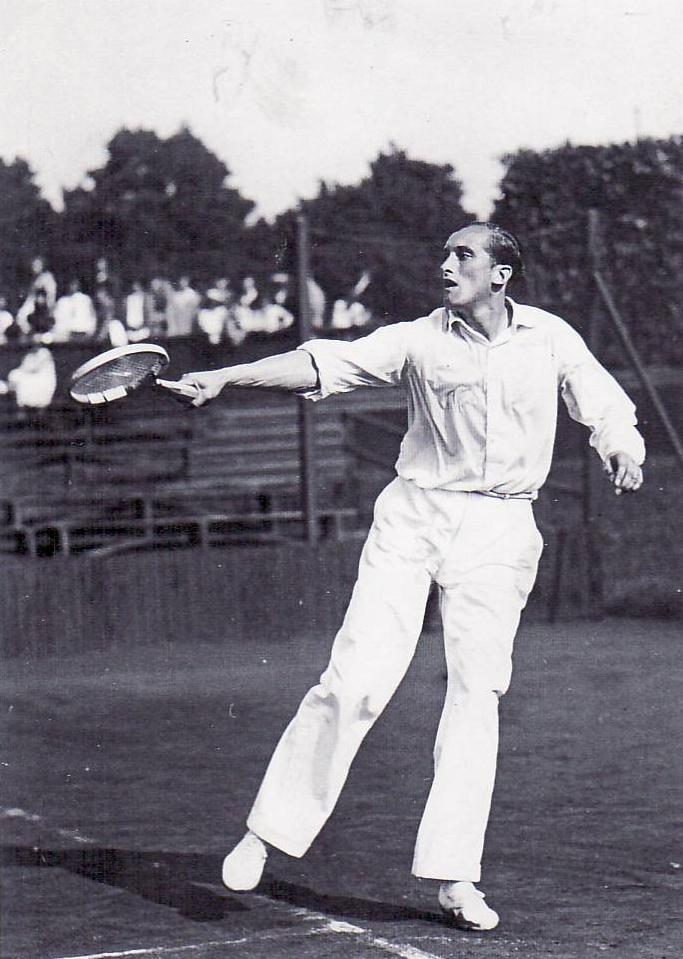
Roderich Menzel (1934)

Roderich Menzel (* 13. April 1907 in Reichenberg; † 18. Oktober 1987 in München) war ein tschechoslowakischer, später deutscher Tennisspieler, der später als Schriftsteller tätig war. Als Autor benutzte er neben seinem Namen die Pseudonyme Clemens Parma und Michael Morawa.

## Leben und Wirken
Roderich Menzel wurde in Reichenberg (Liberec) geboren, wo er mit seinen Eltern und zwei Brüdern in der Römheldstraße 7 lebte. Er begann mit 16 Jahren beim RSK Reichenberg Fußball zu spielen. Da er Tennis auf dem gleichen Niveau spielte, musste er sich zwischen diesen beiden Sportarten entscheiden. Seine Wahl fiel auf Tennis und schon bald wurde er tschechoslowakischer Junior Sieger (1925).
Im Davis Cup spielte Menzel zunächst für die Tschechoslowakei, nach dem „Anschluss“ des Sudetenlands an das Deutsche Reich im Oktober 1938 für Deutschland.
Im Jahr 1931 gewann er die internationalen deutschen Tennismeisterschaften am Hamburger Rothenbaum. Nachdem Menzel 1938 im Finale der französischen Tennismeisterschaften Don Budge unterlag, wurde er zu den vier besten Tennisspielern der Welt gezählt.
Nach dem Zweiten Weltkrieg arbeitete Menzel als Schriftsteller in München und veröffentlichte unter eigenem Namen und unter dem Pseudonym Clemens Parma. Der Katalog der deutschen Nationalbibliothek erfasst für ihn 156 Titel, wovon mehrere in ausländische Sprachen übersetzt wurden. Er schrieb in den 1950er und 1960er Jahren Kinder- und Jugendliteratur, die die Zeichnerin Johanna Sengler illustrierte. Das bekannteste Buch davon ist „Das Wunderauto“. Des Weiteren verfasste er Biografien über Friederike von Hannover und Max Reinhardt. 1973 erhielt Menzel die Liebieg-Medaille des Heimatkreises Reichenberg in Augsburg.
Roderich Menzel war vier Mal verheiratet (Anna Maria 'Bucky' Rabl, Erika Franziska Josefa Wurdinger, Gerda, Johanna Sengler) und hatte fünf Kinder (Michael, Christian, Renate, Carola und Peter).

## Tennis Karriere

### Grand-Slam-Erfolge
- Australian Open
  - 1935 – Viertelfinale
- French Open
  - 1929 – Zweite Runde
  - 1931 – Achtelfinale
  - 1932 – Halbfinale
  - 1933 – Viertelfinale
  - 1934 – Viertelfinale
  - 1935 – Viertelfinale
  - 1938 – Finale (Niederlage gegen Don Budge)
- Wimbledon
  - 1928 – Erste Runde
  - 1929 – Erste Runde
  - 1930 – Zweite Runde
  - 1932 – Achtelfinale
  - 1933 – Viertelfinale
  - 1934 – Dritte Runde
  - 1935 – Viertelfinale
  - 1937 – Erste Runde
  - 1937 – Halbfinale Doppel
  - 1938 – Achtelfinale
  - 1939 – Zweite Runde
- US Open
  - 1934 – Achtelfinale
  - 1935 – Achtelfinale

### Tschechoslowakischer Meister
- 1932 – Doppel
- 1933 – Einzel, Doppel
- 1934 – Einzel
- 1935 – Einzel, Doppel
- 1936 – Doppel
- 1937 – Einzel

### Weltranglistenplatzierung
| 1932 | 1933 | 1934 | 1935 | 1936 | 1937 | 1938 |
| ---- | ---- | ---- | ---- | ---- | ---- | ---- |
| 10   | 9    | 6    | 7    | -    | 8    | 4    |

## Werke (Auszug)
- Tennis ... wie ich es sehe!, Heidelberg [u. a.] 1932
- Tennis-Parade, Heidelberg 1937
- Zwischen Mensch und Gott, Heidelberg 1937
- Geliebte Tennispartnerin, Hamburg 1940
- Unglaublich, aber wahr!, Berlin 1940
- Mit Schläger und Schreibmaschine, Heidelberg 1941
- Ein Mann, wie neugeboren, Berlin 1942
- 24 Stunden, Berlin 1942
- Gesänge und Balladen, Hamburg 1948
- Triumph der Medizin, Hamburg 1950
- Fliegender Fisch und zärtliches Känguruh, München 1951
- Weltmacht Tennis, München 1951
- Abenteuer, Geheimnis und große Fahrt, Hamburg 1952
- Lied am Brunnenrand, Heidelberg 1953
- Männer, die den Krebs bekämpfen, Bad Wörishofen 1953
- Deutsches Tennis, Gräfelfing bei München
  - 1 (1955)
  - 2. Jubiläumsbuch des deutschen Tennis, 1961
- Wunder geschehen jeden Tag, München 1955
- Ein Herz für das Volk, München 1956
- Rettung für Millionen, Frankfurt/M. 1956
- Tennis für dich und mich, München [u. a.] 1957
- Die Männer sind so wankelmütig ... und andere lustige Geschichten, München 1958
- Max Reinhardt, Bad Homburg v. d. H. 1959
- Vom Jungen, der die Zeit verstellte, Bad Homburg v. d. H. 1959
- Abenteuer auf Sizilien, München 1960 (unter dem Namen Clemens Parma)
- Tischlein deck dich, Esel streck dich, Knüppel aus dem Sack, Bad Honnef 1960 (zusammen mit Erika Klemme)
- Hänsel und Gretel, Honnef/Rh. 1961 (zusammen mit Erika Klemme)
- Der Rattenfänger von Hameln, Honnef/Rh. 1961 (zusammen mit Johanna Sengler)
- Roderich Menzels Tennis-Lehrgang, Lübeck 1961
- Der Apfel, München 1962 (zusammen mit Dick Bruna)
- Till Eulenspiegel, Honnef/Rh. 1962 (zusammen mit Johanna Sengler)
- Vogel Twiet, München 1962 (zusammen mit Dick Bruna)
- Der Fisch, München 1963 (zusammen mit Dick Bruna)
- Im Land der Perlentaucher, München 1963
- Der König, München 1963 (zusammen mit Dick Bruna)
- Pitt und das verzauberte Fahrrad, München 1963 (unter dem Namen Clemens Parma, zusammen mit Johanna Sengler)
- Spiel – Kampf – Sieg, Düsseldorf 1963
- Der wandernde Schuh, München 1963 (unter dem Namen Clemens Parma, zusammen mit Johanna Sengler)
- Weltmeister auf dem Eis: Kilius-Bäumler, München 1963
- Geheimer Treffpunkt: Waldhütte, München 1964
- Mein Fußball und ich, München 1964
- Ruhm war ihr Begleiter, Düsseldorf 1964
- Schneewittchen, Hanau 1964 (zusammen mit Johanna Sengler)
- Das Wunderauto, Esslingen 1964 (unter dem Namen Clemens Parma, zusammen mit Johanna Sengler)
- Neue Rübezahl-Geschichten, München 1965
- Wie Kasperle die Prinzessin bekam, Düsseldorf 1965
- Juri das Zauberpony, Freising 1966 (unter dem Namen Clemens Parma, zusammen mit Johanna Sengler)
- Kitti, das Kätzchen, Freising 1966 (unter dem Namen Clemens Parma, zusammen mit Veronika Heimer-Dieterle)
- Leo der Löwe, Freising 1966 (zusammen mit Pepperl Ott)
- Meine Freunde, die Weltmeister, Düsseldorf 1966
- Peter und die Turmuhr, München 1966 (unter dem Namen Clemens Parma, zusammen mit Johanna Sengler)
- Sportregeln, die jeder kennen sollte, München 1966
- Wie Tom den Krieg abschaffte, Düsseldorf 1966
- Zotti der Bär, Freising 1966 (zusammen mit Johanna Sengler)
- Märchenreise ins Sudetenland, München 1967
- Mario und Grissi, Freising 1967 (zusammen mit Johanna Sengler)
- Sie haben die Welt verzaubert, Regensburg 1967
- Adam schuf die Erde neu, Düsseldorf [u. a.] 1968
- Der fliegende Teppich, Regensburg 1968 (zusammen mit Johanna Sengler)
- Sabu spielt die Hirtenflöte, München 1968 (zusammen mit Rita Schwilgin)
- 7 × 7 Weltwunder, Düsseldorf 1968
- Thomas, großer Fußballheld, München 1968 (unter dem Namen Clemens Parma, zusammen mit Felix Gora)
- Die besten elf Torhüter, Düsseldorf 1969
- Heimat und Volk im Zeitalter der Raumfahrt, München 1969
- Die besten elf Skiläufer, Düsseldorf 1970
- Der Vogelkönig, München 1970
- Bis ans Ende der Welt, Düsseldorf 1971
- Stärker als 1000 Pferde, Düsseldorf 1972
- Die besten elf Fußballstars, Düsseldorf 1973
- Liebe zu Böhmen, München 1973
- Als Böhmen noch bei Österreich war, Wien [u. a.] 1974
- Lockende Ferne, Düsseldorf 1974
- Männer gegen Eis und Wüste, München 1974
- Die besten elf Torjäger, Düsseldorf 1975
- Die besten elf Fußballer, Düsseldorf 1976
- Den Schmugglern auf der Spur, Menden/Sauerland 1976
- Die besten elf Tennismeister, Düsseldorf 1977
- Geheimversteck Burgruine, Menden/Sauerland 1977
- Der Pulverturm, Wien [u. a.] 1977
- Mit Glanz und Gloria, Esslingen am Neckar 1978
- Österreichische Märchen, München [u. a.] 1978
- Schlesische Märchen, München [u. a.] 1979
- Wo die Kinder wohnen, Düsseldorf 1979 (zusammen mit Erika Urai)
- Die besten Fußballstars, Düsseldorf 1980
- Elf berühmte Fußballer, München 1980
- Goldmann-Tennis-Lexikon, München 1980
- Sepp Maier, Düsseldorf 1980
- Von As bis Aus, Düsseldorf [u. a.] 1980
- Karlheinz Rummenigge, Düsseldorf 1981
- Die neuen Fußballgrößen, Düsseldorf 1981
- Reinhold Messner, Düsseldorf 1981
- Die Sieger, Wien [u. a.] 1981
- Fußball – Fußball, Düsseldorf 1982
- Luis Trenker, Düsseldorf 1982
- Paul Breitner, Düsseldorf 1982
- Berühmte Fußballstars und ihre Trainer, Manager und Fans, Düsseldorf 1983
- Karl-Heinz Förster, Düsseldorf 1983
- Pierre Littbarski, Düsseldorf 1983
- Toni Schumacher, Düsseldorf 1983
- Die jungen Fußball-Löwen, Düsseldorf 1985
- Die schönsten Märchen, Bad Homburg v. d. H. 1987